# Décès en 1094
Décès
- 1090
- 1091
- 1092
- 1093
- 1094
- 1095
- 1096
- 1097
- 1098

Cette page dresse une liste de personnalités mortes au cours de l'année 1094 :
- 3 février : Teishi, impératrice consort de l'empereur Go-Suzaku du Japon.
- 2 juin : Saint Nicolas Pèlerin, jeune grec dévot (saint de l'Église catholique).
- 17 juin : Seonjong, 13e roi de Goryeo.
- 27 juillet : Roger II de Montgommery, seigneur de Montgommery, vicomte de l'Hiémois et sire d'Alençon.
- 30 juillet : Berthe de Hollande, femme de Philippe Ier de France.
- Octobre/novembre : Al-Bakri, géographe arabe de Cordoue (né en 1040), auteur d’un dictionnaire des lieux connus[1].
- 12 novembre : Duncan II, roi d'Écosse.
- 29 novembre : Roger de Beaumont (le Barbu), vicomte de Rouen, seigneur de Vatteville-la-Rue, Pont-Audemer, Beaumont (et peut-être de Brionne).
- 24 décembre[2] : Al-Mustansir Billah, calife Fatimide. Ses successeurs ne seront plus reconnus par les Yéménites ismaïliens.

- Al-Bakri, Abū Ubayd Abd Allāh ibn Abd al-Azīz ibn Muḥammad al-Bakrī ou Abū Ubayd al-Bakrī, géographe et historien de l'Hispanie musulmane (Al-Andalus).
- Al-Muqtadi, Abû al-Qâsim "Al-Muqtadî bi-ʾAmr Allah" ʿAbd Allah ben Muhammad ad-Dakhîra ben ʿAbd Allah al-Qâ’im, calife abbasside de Bagdad.
- Aq Sunqur al-Hajib, gouverneur d'Alep.
- Badr al-Djamali, général arménien, commandant des troupes de Syrie, est nommé vizir en 1074 par le calife fatimide d'Égypte Mustansir.
- Buzan d'Édesse, émir turc seldjoukide d'Édesse.
- Fujiwara no Nobunaga, noble de cour japonais (kugyō) de l'époque de Heian.
- Guillaume IV de Toulouse, comte de Toulouse.
- Guitmond, évêque d'Aversa et théologien normand.
- Hildegarde von Schlettstadt, ou Hildegarde de Mousson-Montbéliard, mécène allemande.
- Mahmud Ier, ou Nâsir ad-Duniyâ wa ad-Dîn Mahmûd ben Malikchâh, sultan seldjoukide.
- Michel (évêque d'Avranches)
- Wulfnoth Godwinson, noble anglais.

date incertaine (après le 4 juin)
- Sanche Ier d'Aragon, roi d'Aragon et de Pampelune.

## Crédit d'auteurs
- Cet article est partiellement ou en totalité issu de l'article intitulé « 1094 » (voir la liste des auteurs).